# Tripoint
Ne doit pas être confondu avec Point triple.
Un tripoint (ou trijonction) est, en géographie, un point de la surface de la Terre commun à trois entités administratives de même niveau, c’est-à-dire où trois limites administratives (frontières, …) se rejoignent. Il existe aussi, plus rarement, des quadripoints, voire des quinquepoints, des hexapoints, des heptapoints, etc.

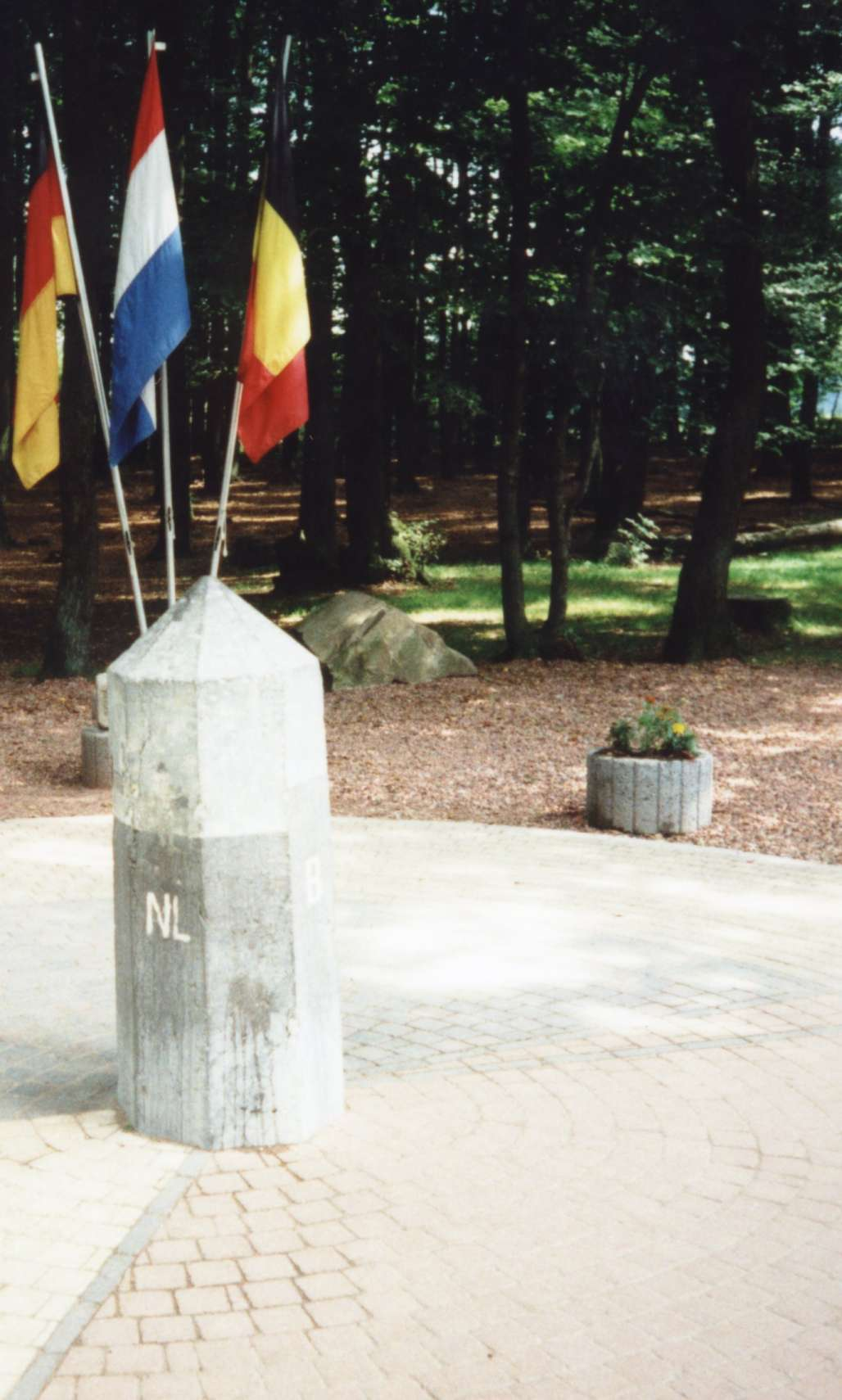
Monument marquant le tripoint Pays-Bas / Belgique / Allemagne au Vaalserberg.

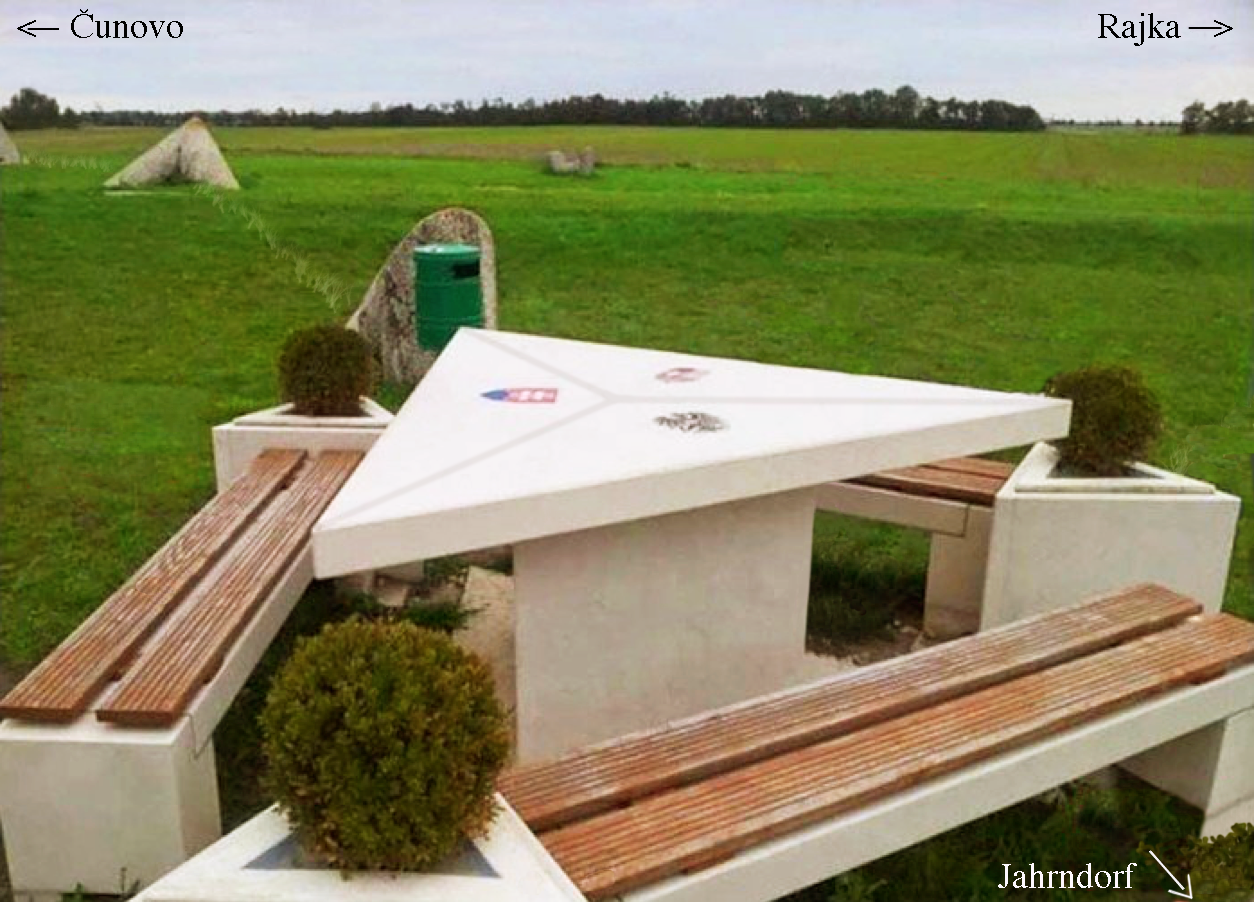
Table à pique-nique marquant le tripoint Autriche (premier plan)/ Hongrie (droite)/ Slovaquie (gauche) près de Bratislava ; jusqu'en 1989, c'était un no man's land (zone interdite) à l'intérieur du rideau de fer dont on voit encore des éléments en béton.

## Tripoints internationaux

### Généralités

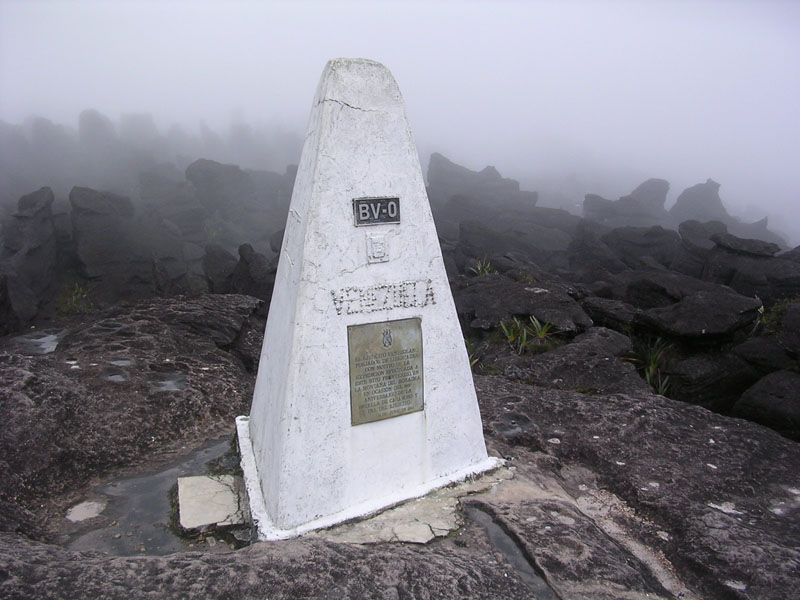
Tripoint situé sur le mont Roraima délimitant les frontières entre Guyana, Brésil et Venezuela.

Tout pays ayant au moins deux voisins eux-mêmes adjacents possède un tripoint. Sur les 195 pays du monde internationalement reconnus, 134 en possèdent au moins un. Les autres sont des pays insulaires (comme le Japon), ne bordant qu'un seul pays (comme le Vatican, Monaco, le Portugal, le Canada ou le Lesotho) ou en bordant deux qui ne se rejoignent pas (comme les États-Unis).
Certaines enclaves d'un pays, séparées du reste du territoire, peuvent augmenter le nombre des tripoints (comme le Nakhitchevan en Azerbaïdjan ou l'enclave de Cabinda en Angola). D'autres pays peuvent être complètement entourés par deux voisins, ce qui conduit à deux tripoints distincts entre les mêmes États (comme l'Andorre, le Liechtenstein, la Moldavie ou la Mongolie).
En outre, quatre entités à la souveraineté disputée (Bande de Gaza, Cisjordanie, Kosovo et Sahara occidental) possèdent un ou plusieurs tripoints avec certains de leurs voisins. En les incluant dans le total, le monde compte 159 tripoints internationaux.
La Chine est le pays qui compte le plus de tripoints, soit quinze. Le nombre de tripoints d'un pays dépend moins de la longueur de ses frontières que du nombre de voisins : l'Autriche, par exemple, compte neuf tripoints, seulement un de moins que la Russie, pour des frontières huit fois moins longues. De même, par exemple, les États-Unis qui sont un des pays au monde ayant les plus longues frontières, n'ont aucun tripoint.
Certains tripoints présentent également la particularité d'être le point de jonction de trois fuseaux horaires différents tels que :
- Chine (UTC+8) - Corée du Nord (UTC+9) - Russie (UTC+10)
- Finlande (UTC+2) - Russie (UTC+3) - Norvège (UTC+1)
- Soudan (UTC+2) - Soudan du Sud (UTC+3) - République centrafricaine (UTC+1)

## Tripoints entre subdivions administratives
De nombreux tripoints existent au niveau des subdivisions administratives internes à un pays. Quelques exemples : 
- Liste des tripoints entre cantons suisses
- Liste des tripoints entre départements français
- Chelsea Bridge (Londres)
- L'Elbe-Elster Land, région située autour du tripoint des Lands allemands du Brandebourg, de la Saxe-Anhalt et de la Saxe